# Besiege (videohra)
Besiege je strategická sandboxová videohra vyvinutá a vydaná společností Spiderling Studios pro Windows, OS X a Linux. Hra byla vydána 18. února 2020, což následovalo po pětileté fázi předběžného přístupu. 

## Hratelnost
Hra umožňuje hráčům stavět „obludné“ středověké obléhací stroje, které mohou postavit proti hradům nebo armádám. Hráči si vybírají ze sbírky mechanických dílů, které lze spojit a postavit tak stroj. Každá úroveň má svůj cíl, například „znič větrný mlýn“ nebo „zabij 100 vojáků“. Ačkoli jsou cíle poměrně jednoduché, široká škála možných přístupů umožňuje experimentovat.
Navzdory středověkému tématu hry mohou hráči stavět moderní vozidla, jako jsou tanky, automobily, bombardovací letadla, vrtulová letadla, vrtulníky, vzducholodě a bitevní lodě. Aktualizace v prosinci 2017 přidala editor úrovní a možnosti hry více hráčů, jako je souboj vytvořených vozidel proti sobě nebo pokusy ostatních hráčů zbořit hrad vytvořený jiným hráčem. Později byl přidán režim pokročilého stavění, který dává hráči možnost stavět složitější stroje. Díky těmto doplňkům hráči vyvinuli systémy pro pořádání turnajů podobných televiznímu pořadu BattleBots, kdy se jejich výtvory utkávají v zápasech jeden na jednoho s ostatními hráči.

## Vydání
Hra byla nejprve vydána prostřednictvím předběžného přístupu 28. ledna 2015 a oficiálně vyšla 18. února 2020.